# Cerreto antica

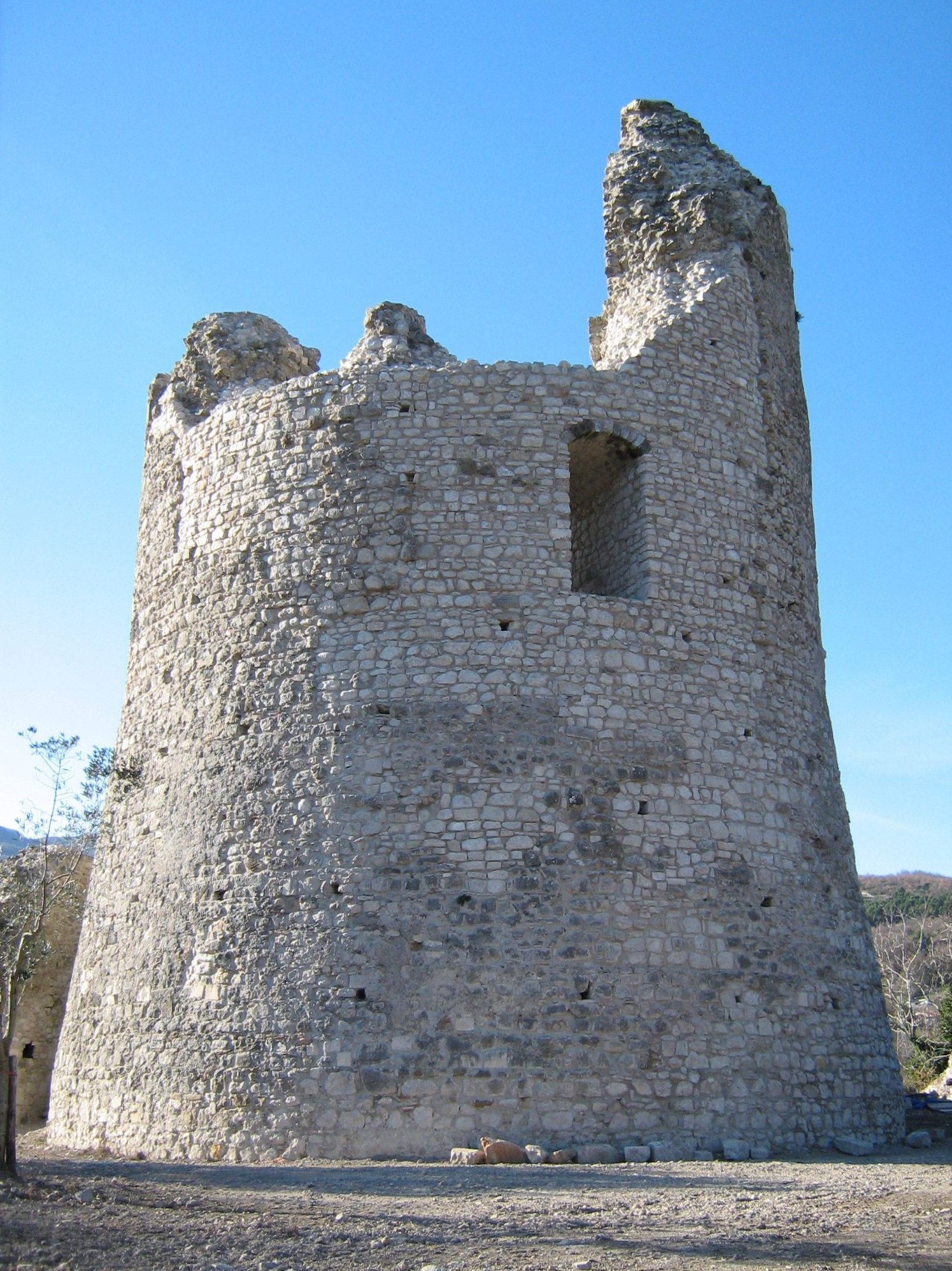
I ruderi del Torrione

Con la denominazione Cerreto antica (comunemente commutata in Cerreto vecchia o in vecchia Cerreto) si intende l'insediamento (VIII secolo-1688) che precedeva l'attuale Cerreto Sannita, edificata dopo il terremoto del 5 giugno 1688.
Una parte dell'insediamento è stata oggetto di scavi archeologici fra il 2012 ed il 2016 promossi dal Comune di Cerreto Sannita, dall'Università "Vanvitelli" e dalla Soprintendenza Archeologica che hanno permesso di riportare alla luce alcuni dei monumenti più significativi della cittadina. Questa area è divenuta un parco archeologico, aperto al pubblico l'8 giugno 2018 durante una passeggiata serale organizzata dalla Società operaia di Cerreto Sannita all'interno delle celebrazioni del 330º anno dal terremoto del 5 giugno 1688.

## Storia

### La nascita di Cerreto antica
Secondo il tradizionale racconto degli storici locali, il villaggio sannita di Cominium Ocritum sarebbe stato raso al suolo dai saraceni che fra l'846 e l'847 distrussero la vicina Telesia. I superstiti di Cominium assieme ad alcuni telesini avrebbero fondato un nuovo centro abitato in una località meglio difendibile. Secondo altri studiosi Cominium sarebbe stata in realtà già abbandonata ai tempi della fine dell'Impero romano e Cerreto antica sarebbe nata all'inizio della dominazione longobarda.
Il nuovo centro abitato, chiamato inizialmente Cerrito, viene oggi indicato dagli storici con la denominazione "Cerreto antica" o vecchia Cerreto per distinguerla dalla nuova Cerreto, l'attuale, ricostruita dopo il terremoto del 5 giugno 1688.
Il primo documento che cita il borgo è un diploma imperiale risalente al X secolo. In questo diploma dell'anno 972 l'imperatore Ottone II di Sassonia confermò il possesso della chiesa di San Martino di Cerreto all'abate Gregorio di Santa Sofia in Benevento. Questa donazione fu ratificata successivamente nel 1022 e nel 1038 rispettivamente dagli imperatori Enrico II il Santo e Corrado II il Salico, e nel 1088 dal papa Gregorio VII.

### I feudatari e l'industria dei panni lana
Nel XII secolo con la conquista normanna del meridione d'Italia il paese, assieme a quelli vicini, entrò nei possedimenti di Raone Sanframondo, primo conte di Cerreto Sannita. I Sanframondo (o Sanframondi) governarono queste terre sino alla metà del XV secolo. In un diploma del 1151 risulta conte di Cerreto Guglielmo I Sanframondo, figlio di Raone, alla cui morte la contea passò al figlio Guglielmo II che nella seconda metà del XII secolo effettuò numerose donazioni a chiese e monasteri della zona.
Fu grazie al lento declino di Telesia ed in particolar modo al terremoto del 1349 che Cerreto acquistò un ruolo sempre maggiore nella zona dal punto di vista economico, commerciale e demografico. Il sisma del 1349 infatti sconvolse il suo suolo telesino dando origine ad asfissianti mofete. I superstiti, per evitare la morte a causa della malaria e di altre malattie mortali, si trasferirono nei centri più vicini come Cerreto, Solopaca e San Salvatore Telesino. Anche i vescovi abbandonarono Telesia e vagarono nella diocesi in cerca di una dimora stabile che riuscirono a trovare solo nel XVI secolo a Cerreto.
Nel 1369 Francesca Sanframondi fondò il monastero delle clarisse. Secondo il Rotondi Francesca era figlia di Giovanni III, conte di Cerreto dal 1285 al 1319 mentre secondo il Marrocco essa era sorella del conte Giovanni e figlia di Leonardo Sanframondi.
Il dominio dei Sanframondo ebbe fine nel 1460 quando il conte Giovanni si ribellò senza successo agli aragonesi.
Devoluto il feudo cerretese alla Regia Corte, il re Ferdinando I di Napoli lo donò il 9 gennaio 1483 a Diomede I Carafa che con il suo operato e con quello del padre Antonio, soprannominato Malizia, aveva contribuito alle conquiste aragonesi nel meridione d'Italia. Diomede fu quindi il primo conte di Cerreto Sannita della casata dei Carafa.
I conti Carafa, che tennero la città ed i suoi feudi per oltre tre secoli cioè sino all'abolizione del feudalesimo avvenuta nel 1806, proclamarono Cerreto CIVITAS TOTIUS SUPERIORIS STATE METROPOLIS (città capoluogo della contea superiore). La contea inferiore dei Carafa aveva invece come capoluogo Maddaloni.
A partire dal XV secolo Cerreto conobbe un importante sviluppo economico dovuto alla fiorente industria e al commercio dei panni lana cerretesi che diedero vita ad un ricco ceto mercantile capace di resistere per secoli ai continui attacchi feudali.
Le famiglie più ricche ed alcune confraternite possedevano un numero di capi variabile che arriva a cifre molto consistenti come testimonia un testamento del 1500 ed un altro atto del 1541: in questi due documenti vengono citati due cerretesi che possedevano ciascuno oltre seimila pecore più le giumente.
Secondo lo storico Di Stefano il numero complessivo dei capi di bestiame cerretesi ammontava a duecentomila.

### Il terremoto del 5 giugno 1688

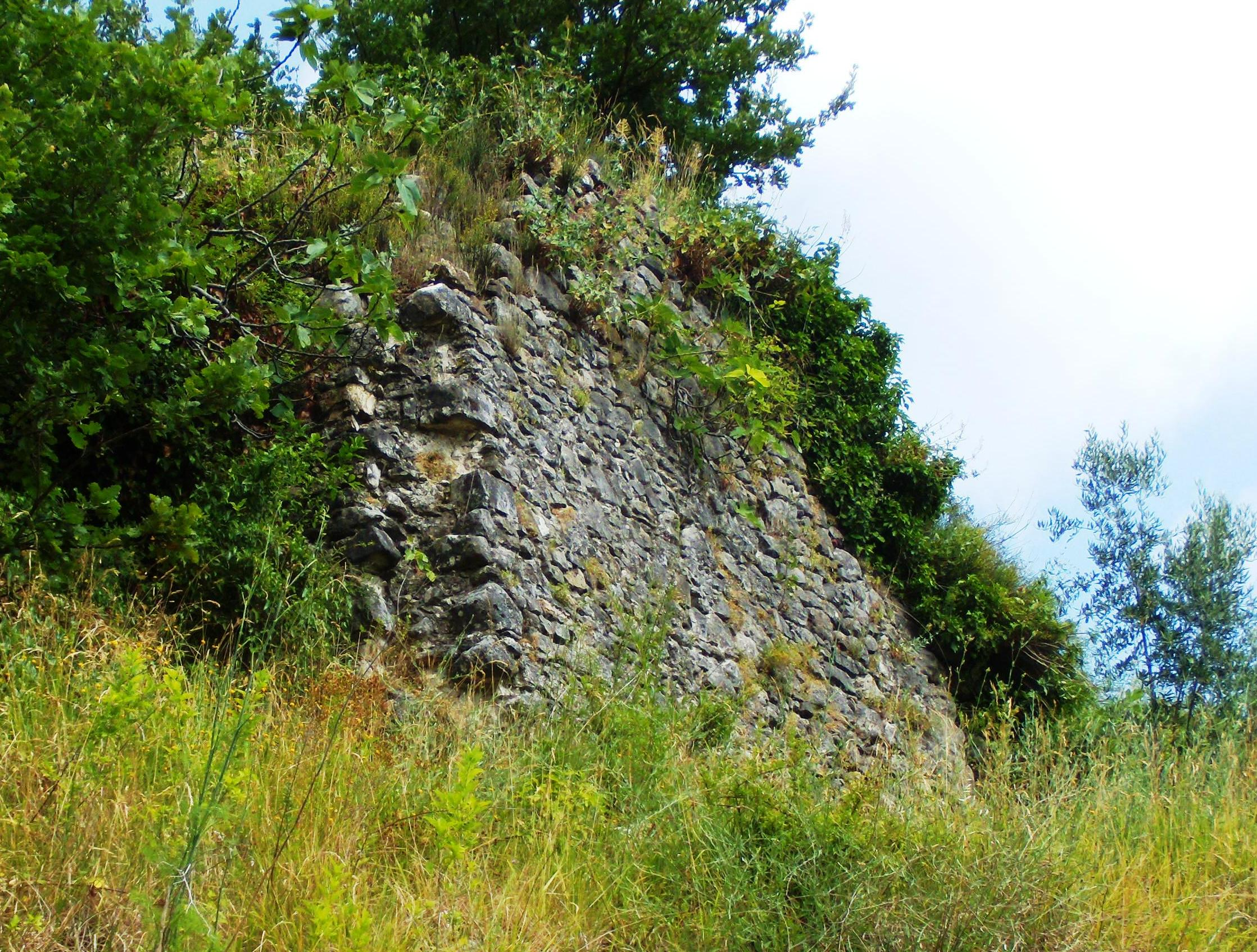
Alcuni ruderi di Cerreto antica lungo la strada comunale San Giovanni

Intorno alle ore 18,30 del 5 giugno 1688 un terribile terremoto, classificato fra il X e l'XI grado della scala Mercalli, rase al suolo Cerreto e la maggior parte dei paesi del Sannio. Il vescovo dell'epoca Giovanni Battista de Bellis, in una relazione scritta l'11 giugno 1688 rivolta alla Congregazione per i Vescovi, così si espresse: «Son forzato lagrimando dare avviso a V.E. dello spettacolo orrendo della desolazione di tutta questa mia Diocesi, per il terremoto succeduto a' cinque della corrente vigilia di Pentecoste, mentre io sono rimasto per piangere le miserie mie e di questo mio Popolo. [..] Telese da' tempi antichi fu abbandonata ed i Vescovi miei predecessori trasferiron l'abitazione nella Terra di Cerreto, già numerosa di Popolo, e insigne ove anche si edificò una Chiesa, assai bella, e in questa Chiesa si trasferì il servizio della Cattedrale, ove officiavano i Canonici, quindici di numero. In essa Terra di Cerreto vi era ancora la Chiesa di San Martino, Parrocchiale e Collegiata, con undici Canonici e l'Arciprete. Vi era un Convento di frati Conventuali luogo di studi e insigne, un Convento di frati Cappuccini, ed un altro di Monache dell'Ordine di Santa Chiara, ove erano sessantacinque monache e converse. Hor questa Terra con le Chiese, Monasteri, e tutto, per quanto tempo porria dirsi un Credo, crollò tutta, tutta, tutta, senza che vi rimanesse in piedi pure una casa da desolarsi, cosa che chi non la vede, stenteria crederla».
Le case caddero una sull'altra e la distruzione fu totale. I superstiti si riversarono nelle campagne circostanti e nella zona dove sorge l'attuale centro abitato. Il 6 giugno il vescovo Giovanni Battista de Bellis (che quando accadde il terremoto era in visita a Faicchio) venne a piedi a Cerreto, trovandovi solo distruzione e desolazione. Egli si premurò di raccogliere le suore di clausura sopravvissute, terrorizzate e spaesate, e di cercare una migliore sistemazione per loro. Trovata una casa dove ospitarle, il vescovo scrisse che al 16 luglio non era stato ancora possibile trasferire le suore perché non aveva trovato nessuno che lo aiutasse a scortarle dato che i sopravvissuti erano intenti, o a compatire le loro sciagure, o a cercare di dissotterrare dalle macerie qualche suppellettile ed i risparmi che avevano custodito.
Il generale Marino Carafa, fratello del conte Marzio, si distinse in questa occasione scavando fra le macerie alla ricerca di sopravvissuti. I Carafa fermarono coloro che già erano intenzionati a ricostruire le loro case sulle macerie della città distrutta e, con la consulenza di più periti ingegneri, decisero di ricostruire la cittadina più a valle e su un suolo ritenuto maggiormente stabile. La zona scelta per costruire la nuova Cerreto eracostituita da un vasto e tozzo colle lambito a est e ad ovest dai torrenti Turio e Cappuccini e attraversato da nord a sud dall'antica via Telesina che raccordava Cerreto antica a Telesia.
Cerreto antica fu così abbandonata e divenne cava di materiali per l'edificazione del nuovo centro abitato.

## Urbanistica

Ricostruzione ideale della chiesa di San Martino.

Cerreto antica nel XVII secolo era una cittadina abbastanza estesa. Il nucleo più antico era cinto da possenti mura a loro volta protette da un profondo fossato e da torrette. Lungo le mura si aprivano quattro porte:
- Porta Gaudiana;
- Porta dell'Ulmo;
- Porta di Suso;
- Porta di Sant'Antonio.

A nord ed a sud dell'abitato erano siti due "borghi", dei quartieri nati fuori le mura a causa dell'aumento della popolazione. Il più piccolo era quello chiamato "Raino" mentre l'altro, chiamato "San Leonardo" era molto più grande e prendeva il nome dall'omonima chiesa che fungeva da Cattedrale.
Le strade erano strette e tortuose. La piazza più importante era quella dove si ergeva la chiesa di Santa Maria in Capite Foris perché era sede del mercato, della casa dell'Universitas e di altre importanti attività economiche. Sulla stessa piazza prospettava il Torrione che aveva funzioni carcerarie. Esso era dotato di una fossa sotterranea dove venivano rinchiusi i "delinquenti". Poco distante era il Castello, guardato da torrette normanne..
Nella parte alta di Cerreto antica sorgeva la chiesa di San Martino citata in un documento già nel 972 ma quasi cadante agli inizi del XVI secolo. Il 28 febbraio 1544 fu eretta a Collegiata e successivamente ampliata ed abbellita. La chiesa era di patronato del feudatario che nominava l'Arciprete e gli undici canonici che costituivano il "Capitolo". L'edificio si presentava a tre navate divise da pilastri. Il campanile era molto alto ed era simile a quello della Basilica santuario di Santa Maria del Carmine Maggiore di Napoli.

## Ricostruzioni ideali
Mancando planimetrie e vedute prospettiche d'epoca, gli studiosi locali si sono cimentati nella redazione di ricostruzioni ideali della vecchia Cerreto o di parti di esse. Le ricostruzioni ideali precedenti il 2012, contenute principalmente nei libri di Renato Pescitelli "Chiesa Telesina" (1977) e "La Chiesa di S. Maria Assunta in Cerreto Sannita" (2004) sono particolarmente vaghe a causa della presenza dei soli documenti archivistici e di pochi altri elementi come punto di riferimento per la realizzazione dei disegni, come una pergamena della collezione Nicola Ciaburri che presenta uno scorcio di una porzione del borgo.
A partire dal 2012, grazie sia alle risultanze degli scavi archeologici che alla scoperta a cura di Adam Biondi di una raffigurazione della vecchia Cerreto all'interno di un dipinto del 1666, sono state effettuate ricostruzioni ideali più accurate che tengono conto anche di testimonianze archivistiche, archeologiche, satellitari e artistiche. La prima ricostruzione ideale di Cerreto antica realizzata con questi criteri è contenuta in una delle schede del progetto "SchedaCerreto" realizzato da Adam Biondi nel 2016. Una seconda ricostruzione ideale, sia prospettica che planimetrica, risale al 2019 ed è contenuta nel libro di Giuseppe De Nicola "Notizie storiche ed urbanistiche di Cerreto antica".

## Parco archeologico della vecchia Cerreto

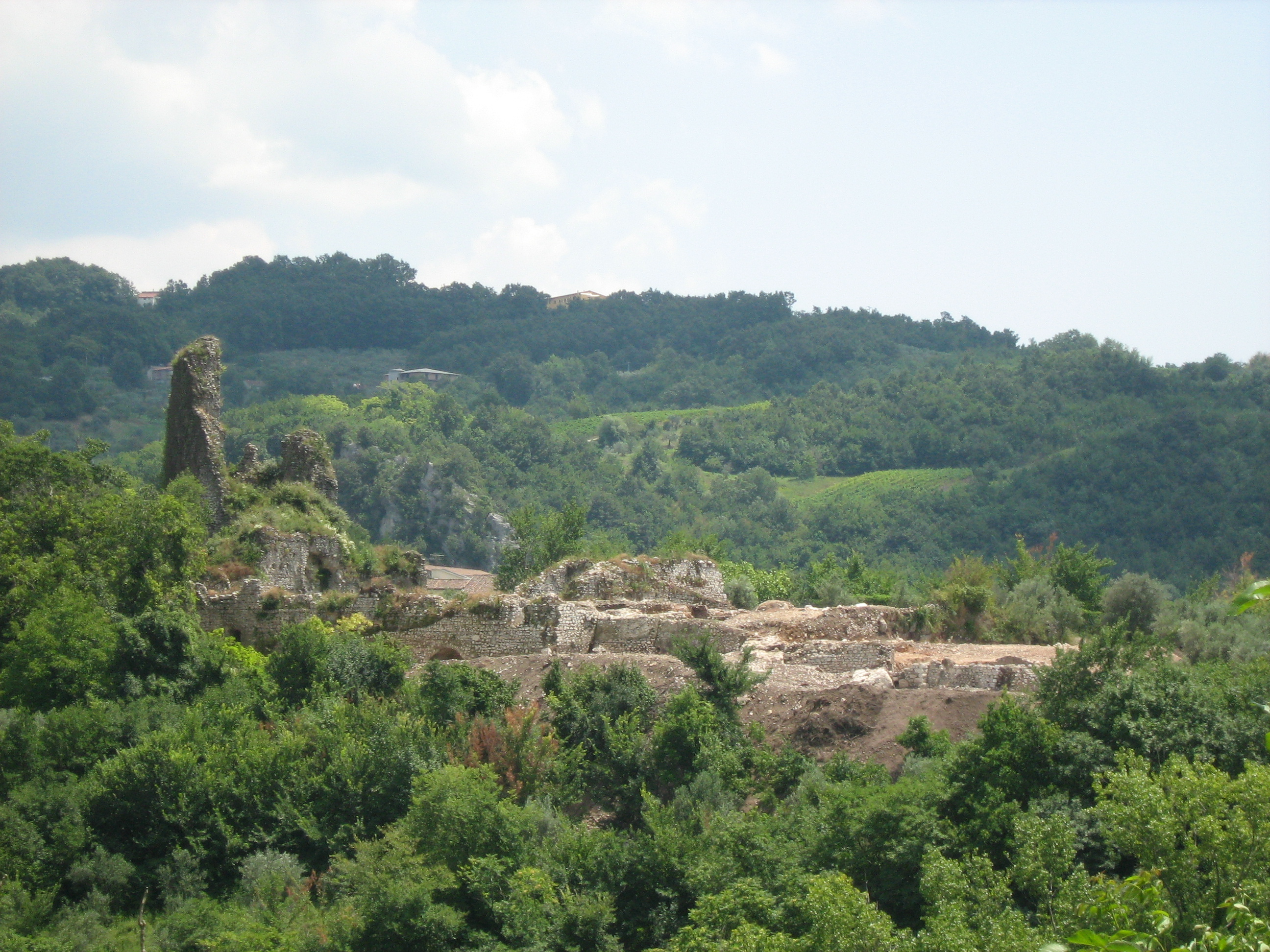
I resti di Cerreto antica nel 2013

Gli scavi archeologici promossi dal Comune di Cerreto Sannita, dall'Università "Vanvitelli" e dalla Soprintendenza Archeologica hanno permesso di riportare alla luce alcuni dei monumenti più significativi della cittadina. Questa area è divenuta un parco archeologico, aperto al pubblico l'8 giugno 2018 durante una passeggiata serale organizzata dalla Società operaia di Cerreto Sannita all'interno delle celebrazioni del 330º anno dal terremoto del 5 giugno 1688.
Il parco archeologico, visitabile su prenotazione, comprende i resti del torrione, del palazzo ducale, della collegiata di S. Martino, di alcune porzioni della cinta muraria e di altri edifici minori.

### Reperti rinvenuti
I reperti rinvenuti durante gli scavi, principalmente elementi lapidei, frammenti ceramici e oggetti devozionali, sono esposti in buona parte nel Museo civico e della ceramica cerretese, in particolare nelle sale del Centro polifunzionale del museo.
I reperti ceramici rinvenuti sono stati oggetto di una apposita pubblicazione di ricerca.